# みえない雲
『みえない雲』（みえないくも。ドイツ語: Die Wolke(「雲」の意)）は、ドイツの作家グードルン・パウゼヴァングによる、ヤングアダルト向け小説のタイトルである。
2006年にはドイツで映画化された。
西ドイツ（当時）のバイエルン州の原子力発電所で起こった架空の放射性物質漏洩事故と、その後の被曝者の体験が語られる。
日本語訳は1987年に『見えない雲』の題で出版され、2006年に『みえない雲』に改題して再出版された。（後述）

## 背景
本が書かれた背景には、1986年のチェルノブイリ原子力発電所での大規模な放射性物質漏洩事故がある。著者は、ドイツでスーパーガウ（放射性物質の漏洩による大惨事。Super-GAU）が起こったらどうなるのだろうかと考えを巡らせる程、このテーマに深く取り組んだ。

## あらすじ

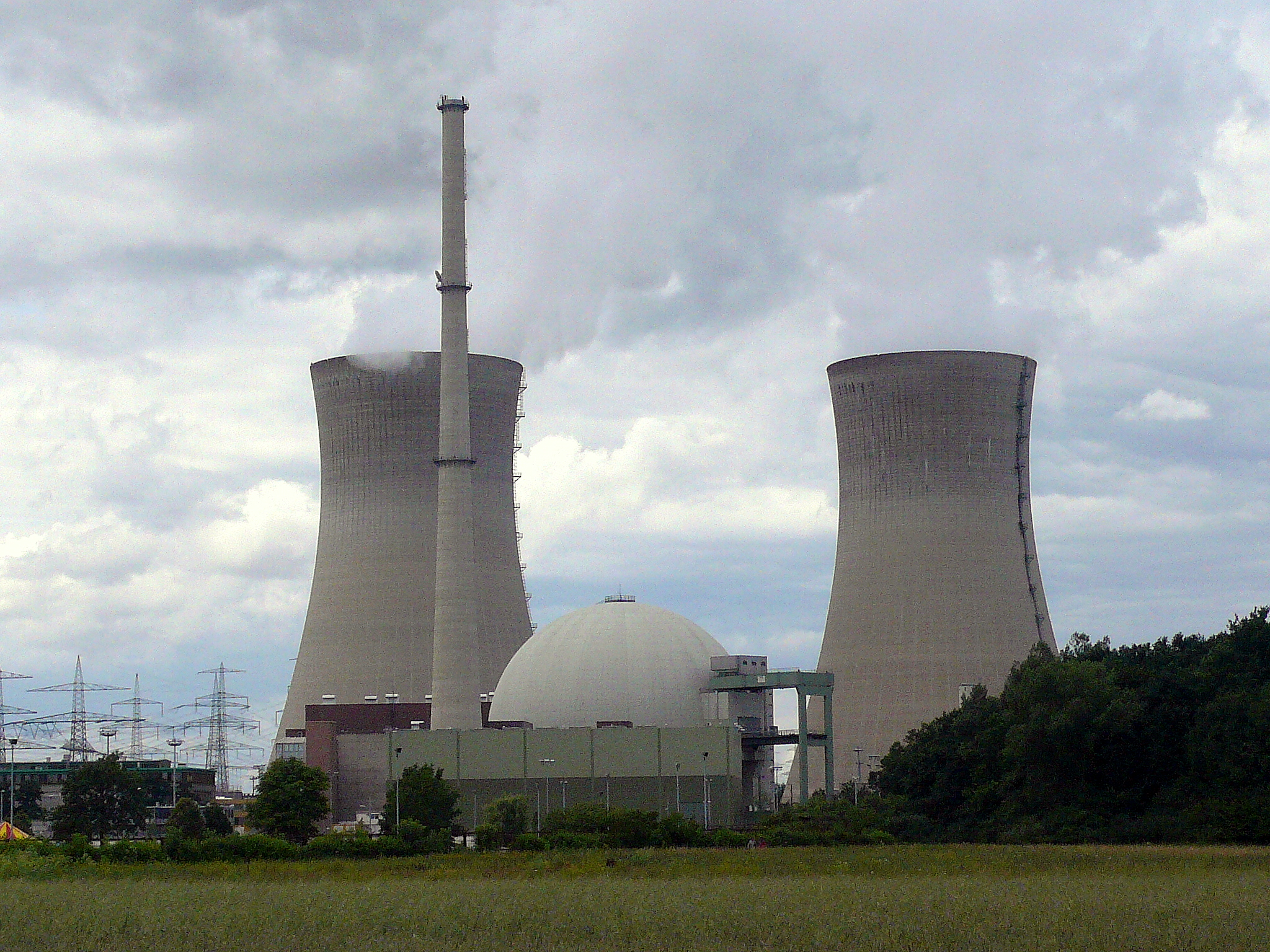
グラーフェンハインフェルト原子力発電所

舞台は西ドイツ。主人公はギムナジウムに通う14歳の少女、ヤンナ-ベルタ。午前中の授業のさなか、ABC警報（ドイツで定められている、A＝核兵器、B=細菌兵器、C=化学兵器の攻撃を知らせる警報）のサイレンが鳴り響く。グラーフェンハインフェルト原子力発電所でスーパーガウ（放射性物質の漏洩事故）が起きたとわかり、学校は生徒を下校させる。ヤンナ-ベルタは上級生の車で送られ、弟ウリが帰宅しているシュリッツの自宅へ戻る。父母と小さな弟は、原発に近い町シュヴァインフルトに住む母方の祖母宅に出かけていた。風は原発のある南東から吹いていた。警察の車が拡声器で住民に「地下室に入れ」と指示するが、母から電話が入り、列車で父方の伯母ヘルガのいるハンブルクへ行けと言う。近所の人々も脱出し始めており、2人は自転車で駅へ向かう。しかし、避難を急ぐ自動車にウリがはねられ、菜の花畑の中へ飛ばされてしまう。死んだウリを運ぼうとするが、通りかかった家族連れに止められ、彼らの車に乗せられてバート・ヘルスフェルトの駅へ辿り着いたものの、群衆が押しかけて大混乱になっている。封鎖された路線を迂回して到着したのは貨物列車だった。同行していた小さな子供は我先に列車に乗ろうとする人々の波に飲まれ、母親に責められたヤンナ-ベルタは駅を飛び出した。
やがて放射性降下物を含んだ雨が降り始める。濡れながらもウリの元へ戻ろうとするヤンナ-ベルタは、ヒッピー風の家族連れの車に拾われて東ドイツとの国境付近まで移動し、菩提樹の並木の道を歩くうちに吐き気に襲われて気を失う。
気が付けばヤンナ-ベルタは、ヘッセン州の北部、国境地帯の村ヘルレスハウゼンにある校舎を使った臨時の病院にいた。数十人の子供が収容されており、トルコ人の少女アイゼらと親しくなった。内務大臣が視察に来たことでヤンナ-ベルタは怒りを周囲にぶつける。死者が18,000人を超えたこと、非常事態宣言が出たこと、封鎖地域、外国への影響などの情報が入ってくる。しばらくしてヤンナ-ベルタの頭髪は被曝症状のため脱毛し始めた。アイゼをはじめ子供たちの何人かが死んでいった。
伯母ヘルガがヤンナ-ベルタの収容先を知って会いに来たが、父母と弟、祖母が死んだことを教えた。ヤンナ-ベルタはショックを受け、子供たちを介護するヘルパーのテュネスらに、事実を隠していたと詰ってしまう。事故が起きた時、父方の祖父母はバカンスのためマジョルカ島にいたため生きていたが、ヘルガは、家族が隔離地域の中で死んだことを彼らに知らせることを拒否した。ヤンナ-ベルタは退院すると、ヘルガに引き取られてハンブルクへ行った。途中で立ち寄ったレストランのメニューは高値で、それは輸入食料を使っているためだった。お金のない人は「それより安い食料」を買うしかないと知った。汚染されていない粉ミルクが配給されると皆が飛びつく。映画館や倉庫が避難民収容所になっていた。ヤンナ-ベルタは地元の学校に入れられても頭髪のない頭を隠さなかったが、まちなかには帽子を被った人も多かった。同級生だったエルマーが偶然同じ学校におり、自然と2人は一緒に過ごすことが多くなった。同様に頭髪を失ったエルマーは、他にも多くの物を失くしていた。
母方の叔母アルムートがヤンナ-ベルタを訪ねてきた。彼女は教師であるが、生徒の避難を優先したため被曝し、赤ん坊を中絶していた。エルマーの自殺をきっかけに、ヤンナ-ベルタはハンブルクを去り、アルムート、夫ラインハルト、彼の父のいるヴィースバーデンへ移り住んだ。ヘルガが来て、ヤンナ-ベルタに禿げた頭部を隠すためのカツラなどを置いていった。アルムートは被曝者(de:Hibakusha)の救援センターの設立のために奔走し、ヤンナ-ベルタも手伝った。
シュリッツの封鎖が解除された。ヤンナ-ベルタは弟の遺体があるはずの菜の花畑に出向き、見つけたその体を埋葬した。その後、家に着いたヤンナ-ベルタは、思いがけない光景を目にする。

## 漫画
小説は2008年にドイツにおいてアニケ・ハーゲによって漫画化された。漫画版『Die Volke』はほぼ小説に沿った内容であり、主人公ヤンナも小説版と同じ14-15歳の子供であるものの、エピソードや登場人物の一部が省略された。小説では父方の祖父母がラストシーンに登場し、帰宅した主人公が原発の安全性を訴える祖父と相対する場面で終了するが、漫画版にはこの祖父母が登場しないため、主人公が弟の遺体を菜の花畑に埋葬し、畑を見つめる場面で終わる。
原子力発電所の名称は「Markt Ebersdorf」（日本語表記では「マルクト・エバースドルフ」）に変えられたが、設置されている場所はグラーフェンハインフェルト原発と同じとされている。
この漫画版は日本では『コミック みえない雲』の題で2011年に出版された。

## 出版情報
※日本語版のみ記載する。

### 小説
- グードルン・パウゼヴァング『見えない雲』高田ゆみ子訳、小学館、1987年、ISBN 978-4-09-381302-0。
- グードルン・パウゼヴァング『みえない雲』高田ゆみ子訳、小学館〈小学館文庫〉、2006年、ISBN 978-4-09-408131-2。

### 漫画
- グードルン・パウゼヴァング原作、アニケ・ハーゲ画『コミック みえない雲』高田ゆみ子訳、小学館〈小学館文庫〉、2011年、ISBN 978-4-09-408658-4。

## 映画

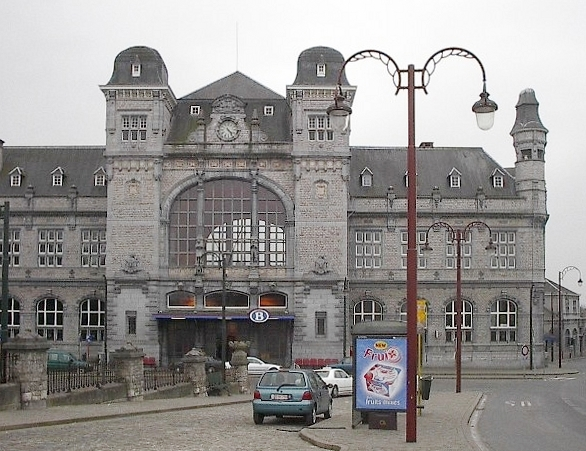
ベルギーのヴェルヴィエ中央駅が、映画撮影のためにバートヘルスフェルト駅に改装された

### 解説
小説はまた、2006年、グレゴール・シュニッツラー監督により、パニック映画のスタイルで映画化された。2人の主要人物、エルマー（演：フランツ・ディンダ）とハンナ（演：パウラ・カレンベルク）の動向を中心に人々がパニックに陥る様が描写される。原子力発電所の名称は「Atomkraftwerk Marktebersberg」（日本公開時は「エバースベルト原発」）に変えられた。映画は本とこれ以上の類似性は持たず、独自のラストを迎える。
英題は『The Cloud』である。
日本では、2006年7月16日から20日にかけて開催された「ドイツ映画祭2006」に『黒い雲』という日本語題で出品され、20日に上映された。その後12月30日からは正月第一弾ロードショーと銘打たれ、『みえない雲』に改題されてシネカノン有楽町にて上映された。12月からの上映に先立ち、原作小説の日本語題も『見えない雲』から『みえない雲』に改められて再出版された。
ドイツの鉄道会社が駅での撮影を許可しなかったため、バートヘルスフェルト駅での大群衆のパニックシーンは原作通りの舞台で撮影ができなかった。
そこで、ベルギーのワロン地域にあるヴェルヴィエ中央駅をロケ地に求め、看板などを取り付けてドイツ風に改装した。400人以上のエキストラが、3日間にわたって撮影されたこのシーンに参加している。
映画は、ドイツ映画賞2007(de:Deutscher Filmpreis 2007)において最優秀青少年向け青春映画にノミネートされた。
主演女優パウラ・カレンベルクはチェルノブイリ原発事故の時に胎児であった。健康な外観で生まれたが、幼児期に検査をしたところ、心臓に穴が開いていること、片方の肺がないことが判明した。しかし彼女は体に障害あいてます思わせることはなく、疾走する場面も問題なくこなした。

### あらすじ
シュリッツに暮らす高校生のハンナは、母と弟ウリーとの幸せな暮らしを送っていた。同じクラスの優等生エルマーが少し気になっていた。その日、母が出張のためハンナがウリーの面倒をみることになった。午前の授業中、ハンナはエルマーから空き教室に呼び出されてキスをされる。その時ABC警報が鳴りだし、生徒達は帰宅させられた。混乱の中、ハンナはウリーがいる自宅へ戻る。警報は、母の出かけたシュヴァインフルトの近隣にあるエバースベルト原発での放射性物質の漏洩事故を知らせるものだった。警察の車が拡声器で家々に指示するのに逆らい、住民は家に残らず車で逃げ始めた。ハンナはエルマーが車で迎えに来ると言った約束を信じて家で待っていたが、母から電話が入り、2人でハンブルクの伯母ヘルガの元へ逃げるよう指示される。ハンナはウリーとともに、道路が避難者の車で渋滞する中を自転車で駅へ向かい、遅れて到着したエルマーと行き違いになってしまう。家に残されたスイッチが入ったままのラジオが、放射能を含んだ雲の接近を伝えた。

### キャスト
- ハンナ ： パウラ・カレンベルク (de:Paula Kalenberg) 日本語吹替：嶋村侑
- エルマー ： フランツ・ディンダ (de:Franz Dinda) 日本語吹替：浪川大輔
- ウリー ： ハンス＝ラウリン・バイヤーリンク (de:Hans-Laurin Beyerling) 日本語吹替：小林由美子
- パウラ（ハンナの母）： カリーナ・ヴィーゼ (de:Carina N. Wiese) 日本語吹替：安藤麻吹
- アルバート（エルマーの父） ： リッチー・ミュラー (de:Richy Müller)
- ハンネス（看護師） ： トーマス・ヴラシーハ (de:Thomas Wlaschiha)
- ヘルガ（ハンナの伯母） ： ガブリエラ・マリア・シュマイデ (de:Gabriela Maria Schmeide)
- マイケ ： ジェニー・ウルリヒ (de:Jennifer Ulrich)
- アイシェ ： クレール・エルカース (de:Claire Oelkers)

（公式サイトによる）

### スタッフ
- 監督 ： グレゴール・シュニッツラー (de:Gregor Schnitzler)
- 脚本 ： マルコ・クロイツパイントナー (de:Marco Kreuzpaintner)
- 制作 ： マルクス・ツィンマー
- 撮影 ： ミヒャエル・ミーケ
- 編集 ： アレックス・ディットナー
- 録音 ： ミヒャエル・ムラデノヴィッチ
- 美術 ： パトリック・スティーヴ・ミュラー
- 衣装 ： イヴァナ・ミロス
- メイク ： ハイナー・ニーヒュース、ルート・フィリップ
- 音楽 ： シュテファン・ハンゼン、ディルク・ライヒャルト、マックス・ベルクハウス
- 挿入歌 ： 「YOU SHINE / Duncan Townsend」「ENDSONG / Julia Hummer」「WOHIN / Mariannenplatz」

（公式サイトによる）

## 反響
小説『みえない雲』はドイツだけでも150万部が販売され、原発を推進する側の政治家や原子力業界の関係者にも読まれ、さらにドイツやベルギーにある学校の多くで国語教材として用いられるようになった。ドイツ国外においては、日本を含めた13カ国で翻訳された。
批評家は、本と映画が、架空の内容であるのに実際の事故が元になっているという印象を与えかねないと非難した。また原子力発電の推進派は、このような事故がドイツの原発で起こりうることにはっきりと異議を唱えた。

## 著者の作品について
反核運動の精神から書かれたこの本は、ティーンエイジャーに原子力エネルギーの問題と危険性を示す意図があった。

同じ著者の同テーマのヤングアダルト向け作品としては、『最後の子どもたち』がある。この本も、同じ場所を舞台に、核戦争への危機感をテーマに書かれている。

### 福島第一原子力発電所事故に関する著者のコメント
2011年3月11日に日本で発生した東北地方太平洋沖地震は、福島第一原子力発電所において原子力事故を引き起こした。この事故を受けてパウゼヴァングは、ドイツの週刊誌『デア・シュピーゲル』に、日本人が『みえない雲』に描かれたような惨事から免れることを望むという趣旨の文章を寄せている。その文章においてパウゼヴァングは、生き残ったヤンナ-ベルタがいずれ高度障害をもつ子供を産むであろう未来を示している。また、原子力エネルギーを推進することを原因とするかその結果起きることによって子供達が苦しむことを憂い、推進する人々がその結果起こりうる事に責任を負うべきことを理解しているかを問い、自身が生きている間は警告を続ける旨を語っている。

## 舞台
2014年12月に舞台化作品がシアタートラムにて、ミナモザ公演として上演された。上演台本・演出は瀬戸山美咲が担当。主役のヤンナ・ベルタ役は上白石萌音。

## 受賞
文学作品に対して
- ドイツ児童文学賞[注釈 3]（1988年）
- Kurd-Laßwitz-Preis（1988年）

映画作品に対して
- Bayerischer Filmpreis - 最優秀青少年向け映画（2007年）